# نيلس لانغر
نيلس لانغر (بالألمانية: Nils Langer)‏ هو لاعب كرة مضرب ألماني، ولد في 25 يناير 1990 في لودفيغسبورغ في ألمانيا.

## وصلات خارجية
- نيلس لانغر على موقع رابطة محترفي التنس (الإنجليزية)
- نيلس لانغر على موقع الاتحاد الدولي لكرة المضرب (الإنجليزية)
- نيلس لانغر على موقع خلاصة التنس.كوم (الإنجليزية)
- نيلس لانغر على موقع إي إس بي إن.كوم (الإنجليزية)